# 莫斯科时间
|  | 時區   | 名稱                        |
|  | ------ | --------------------------- |
|  | UTC+2  | MSK−1: 加里宁格勒时间       |
|  | UTC+3  | MSK:+1 莫斯科时间           |
|  | UTC+4  | MSK+1: 萨马拉时间           |
|  | UTC+5  | MSK+2: 叶卡捷琳堡时间       |
|  | UTC+6  | MSK+3: 鄂木斯克时间         |
|  | UTC+7  | MSK+4: 克拉斯诺亚尔斯克时间 |
|  | UTC+8  | MSK+5: 伊尔库茨克时间       |
|  | UTC+9  | MSK+6: 雅库茨克时间         |
|  | UTC+10 | MSK+7: 符拉迪沃斯托克时间   |
|  | UTC+11 | MSK+8: 馬加丹時間           |
|  | UTC+12 | MSK+9: 堪察加时间           |

| 淺藍 | 欧洲西部时间／格林尼治標準時間（UTC）                       |
| 藍色 | 欧洲西部时间／格林尼治標準時間（UTC）                       |
| 藍色 | 欧洲西部夏令时间／英国夏令时／愛爾蘭標準時間（UTC+1）       |
| 紅色 | 欧洲中部时间（UTC+1）                                       |
| 紅色 | 欧洲中部夏令时间（UTC+2）                                   |
| 黃色 | 欧洲东部时间／加里宁格勒时间（UTC+2）                       |
| 金色 | 欧洲东部时间（UTC+2）                                       |
| 金色 | 欧洲东部夏令时间（UTC+3）                                   |
| 淺綠 | 歐洲极东時間／莫斯科时间／土耳其時間（UTC+3）               |
| 青綠 | 亞美尼亞時間／亞塞拜然時間／喬治亞時間／薩馬拉時間（UTC+4） |

莫斯科时间（俄语：моско́вское вре́мя）是俄罗斯莫斯科市、俄罗斯西部大部分地区包括圣彼得堡所采用的时区。是十一个俄罗斯时区中西端第二个。莫斯科时间自2014年10月26日起全年采用UTC+3时区。莫斯科时间用于火车（萨哈林铁路除外）、航运等时刻表。2018年8月1日起，俄铁停止长途火车以莫斯科时间为准的制度，所有车站、列车时刻表、时钟和长途火车到站及出发时间的广播，都以当地时间为准，车票上将以莫斯科时间和当地时间印制列车到发时刻。

## 使用

### 过去使用
莫斯科时间的历史演变:
| 从1880年1月1日   | UTC+2:30:17          |
| 从1916年7月3日   | UTC+2:31:19          |
| 从1917年7月1日   | UTC+2:31:19 with DST |
| 从1919年7月1日   | UTC+3 with DST       |
| 从1919年8月16日  | UTC+3                |
| 从1921年2月14日  | UTC+3 with DST       |
| 从1921年10月1日  | UTC+3                |
| 从1922年10月1日  | UTC+2 (EET)          |
| 从1930年6月21日  | UTC+3                |
| 从1981年4月1日   | UTC+3 with DST       |
| 从1991年3月31日  | UTC+2 with DST       |
| 从1992年1月19日  | UTC+3 with DST       |
| 从2011年3月27日  | UTC+4                |
| 从2014年10月26日 | UTC+3                |